# Mongólia nos Jogos Olímpicos de Verão de 2024
Mongólia competiu nos Jogos Olímpicos de Verão de 2024, realizados em Paris, na França, entre 26 de julho e 11 de agosto de 2024. Desde a estreia do país em 1964, os atletas mongóis participaram de todas as edições dos Jogos Olímpicos de Verão, com exceção de 1984 em Los Angeles, devido ao apoio ao boicote soviético.
Foi representada por 32 atletas que competiram em nove esportes. Logo no primeiro dia de competições conquistou sua única medalha nos Jogos, de prata, com Bavuudorjiin Baasankhüü na categoria até 48 kg feminino do judô.

## Medalhas
| Atleta                  | Esporte | Evento             | Medalha |
| ----------------------- | ------- | ------------------ | ------- |
| Bavuudorjiin Baasankhüü | Judô    | Até 48 kg feminino | Prata   |

## Competidores
Esta foi a participação por modalidade nesta edição:
| Esporte        | Masculino | Feminino | Total |
| -------------- | --------- | -------- | ----- |
| Atletismo      | 1         | 2        | 3     |
| Boxe           | 0         | 2        | 2     |
| Ciclismo       | 1         | 0        | 1     |
| Halterofilismo | 0         | 1        | 1     |
| Judô           | 5         | 5        | 10    |
| Lutas          | 3         | 6        | 9     |
| Natação        | 1         | 1        | 2     |
| Tiro           | 2         | 1        | 3     |
| Tiro com arco  | 1         | 0        | 1     |
| Total          | 14        | 18       | 32    |

## Desempenho

### Atletismo
Masculino
Eventos de estrada
| Atleta             | Evento   | Final   | Final | Ref.  |
| Atleta             | Evento   | Tempo   | Pos.  | Ref.  |
| ------------------ | -------- | ------- | ----- | ----- |
| Bat-Ochiryn Ser-Od | Maratona | 2:42:33 | 71    | [ 5 ] |

Feminino
Eventos de estrada
| Atleta                      | Evento   | Final   | Final | Ref.  |
| Atleta                      | Evento   | Tempo   | Pos.  | Ref.  |
| --------------------------- | -------- | ------- | ----- | ----- |
| Galbadrakhyn Khishigsaikhan | Maratona | 2:33:26 | 47    | [ 6 ] |
| Bayartsogtyn Mönkhzayaa     | Maratona | 2:33:27 | 48    | [ 7 ] |

### Boxe
Feminino
| Atleta                      | Evento    | Primeira fase        | Oitavas de final     | Quartas de final     | Semifinal            | Final                | Final       | Ref.  |
| Atleta                      | Evento    | Adversário Resultado | Adversário Resultado | Adversário Resultado | Adversário Resultado | Adversário Resultado | Pos.        | Ref.  |
| --------------------------- | --------- | -------------------- | -------------------- | -------------------- | -------------------- | -------------------- | ----------- | ----- |
| Oyuntsetsegiin Yesügen      | Até 50 kg | COL I Valencia D 0–5 | Não avançou          | Não avançou          | Não avançou          | Não avançou          | Não avançou | [ 8 ] |
| Möngöntsetsegiin Enkhjargal | Até 54 kg | ITA S Charaabi V 5–0 | ROU L Perijoc V 4–1  | TUR H Akbaş D 0–5    | Não avançou          | Não avançou          | Não avançou | [ 9 ] |

### Ciclismo

#### Estrada
Masculino
| Atleta                  | Evento             | Tempo    | Pos. | Ref.   |
| ----------------------- | ------------------ | -------- | ---- | ------ |
| Sainbayaryn Jambaljamts | Corrida em estrada | 6:28:31  | 57   | [ 10 ] |
| Sainbayaryn Jambaljamts | Contrarrelógio     | 40:19.93 | 28   | [ 10 ] |

### Halterofilismo
Feminino
| Atleta                       | Evento    | Arranco | Arranco | Arremesso | Arremesso | Total | Pos. | Ref.   |
| Atleta                       | Evento    | Result. | Pos.    | Result.   | Pos.      | Total | Pos. | Ref.   |
| ---------------------------- | --------- | ------- | ------- | --------- | --------- | ----- | ---- | ------ |
| Mönkhjantsangiin Ankhtsetseg | Até 81 kg | 100     | 10      | 125       | 10        | 225   | 10   | [ 11 ] |

### Judô
Masculino
| Atleta                    | Evento         | Primeira fase          | Oitavas                | Quartas               | Semifinais           | Repescagem              | Final / DB           | Final / DB | Ref.   |
| Atleta                    | Evento         | Adversário Resultado   | Adversário Resultado   | Adversário Resultado  | Adversário Resultado | Adversário Resultado    | Adversário Resultado | Pos.       | Ref.   |
| ------------------------- | -------------- | ---------------------- | ---------------------- | --------------------- | -------------------- | ----------------------- | -------------------- | ---------- | ------ |
| Enkhtaivany Ariunbold     | Até 60 kg      | EGY Y Samy V 10–00     | FRA L Mkheidze D 00–10 | Não avançou           | Não avançou          | Não avançou             | Não avançou          | =9         | [ 12 ] |
| Yondonperenlein Baskhüü   | Até 66 kg      | Bye                    | UKR B Iadov V 10–00    | BRA W Lima D 00–01    | Não avançou          | FRA W Khyar D 00–01     | Não avançou          | =7         | [ 13 ] |
| Batzayaagiin Erdenebayar  | Até 73 kg      | SUI N Stump V 01–00    | ESP S Cases V 01–00    | MDA A Osmanov D 00–10 | Não avançou          | JPN S Hashimoto D 00–10 | Não avançou          | =9         | [ 14 ] |
| Batkhuyagiin Gonchigsüren | Até 100 kg     | ISR P Paltchik D 00–10 | Não avançou            | Não avançou           | Não avançou          | Não avançou             | Não avançou          | =17        | [ 15 ] |
| Odkhüügiin Tsetsentsengel | Mais de 100 kg | GER E Abramov D 00–01  | Não avançou            | Não avançou           | Não avançou          | Não avançou             | Não avançou          | =17        | [ 16 ] |

Feminino
| Atleta                      | Evento        | Primeira fase           | Oitavas               | Quartas               | Semifinais             | Repescagem                 | Final / DB            | Final / DB       | Ref.   |
| Atleta                      | Evento        | Adversário Resultado    | Adversário Resultado  | Adversário Resultado  | Adversário Resultado   | Adversário Resultado       | Adversário Resultado  | Pos.             | Ref.   |
| --------------------------- | ------------- | ----------------------- | --------------------- | --------------------- | ---------------------- | -------------------------- | --------------------- | ---------------- | ------ |
| Bavuudorjiin Baasankhüü     | Até 48 kg     | MLT K Esposito V 10–00  | AUT K Tanzer V 10–00  | PAR G Narváez V 10–00 | ESP L Martínez V 10–00 | —                          | JPN N Tsunoda D 00–01 | Medalha de prata | [ 17 ] |
| Lkhagvasürengiin Sosorbaram | Até 52 kg     | ESP A Toro V 10–00      | HUN R Pupp D 00–10    | Não avançou           | Não avançou            | Não avançou                | Não avançou           | =9               | [ 18 ] |
| Lkhagvatogoogiin Enkhriilen | Até 57 kg     | KOS N Gjakova V 10–00   | GER P Starke V 11–01  | KOR Huh M-m D 00–01   | Não avançou            | GEO E Liparteliani D 00–10 | Não avançou           | =7               | [ 19 ] |
| Otgonbayaryn Khüslen        | Até 78 kg     | ECU V Chalá V 01–00     | ISR I Lanir D 00–10   | Não avançou           | Não avançou            | Não avançou                | Não avançou           | =9               | [ 20 ] |
| Amarsaikhany Adiyaasüren    | Mais de 78 kg | KAZ K Berlikash V 10–00 | TUR K Özdemir D 00–10 | Não avançou           | Não avançou            | Não avançou                | Não avançou           | =9               | [ 21 ] |

Misto
| Atleta | Evento | Primeira fase        | Oitavas              | Quartas              | Semifinais           | Repescagem           | Final / DB           | Final / DB | Ref.          |
| Atleta | Evento | Adversário Resultado | Adversário Resultado | Adversário Resultado | Adversário Resultado | Adversário Resultado | Adversário Resultado | Pos.       | Ref.          |
| --- | ------ | -------------------- | -------------------- | -------------------- | -------------------- | -------------------- | -------------------- | ---------- | ------------- |
| Bavuudorjiin Baasankhüü Lkhagvasürengiin Sosorbaram Lkhagvatogoogiin Enkhriilen Amarsaikhany Adiyaasüren Otgonbayaryn Khüslen Enkhtaivany Ariunbold Yondonperenlein Baskhüü Batzayaagiin Erdenebayar Batkhuyagiin Gonchigsüren Odkhüügiin Tsetsentsengel | Equipe | ISR Israel D 3–4     | Não avançou          | Não avançou          | Não avançou          | Não avançou          | Não avançou          | =17        | [ 22 ] [ 23 ] |

### Lutas

#### Livre
Masculino
| Atleta                     | Evento     | Oitavas                   | Quartas                      | Semifinais           | Repescagem           | Final / DB           | Final / DB  | Ref.   |
| Atleta                     | Evento     | Adversário Resultado      | Adversário Resultado         | Adversário Resultado | Adversário Resultado | Adversário Resultado | Pos.        | Ref.   |
| -------------------------- | ---------- | ------------------------- | ---------------------------- | -------------------- | -------------------- | -------------------- | ----------- | ------ |
| Tömör-Ochiryn Tulga        | Até 65 kg  | MDA M Saculțan V 5–0      | ARM V Tevanyan V 7–5         | JPN K Kiyooka D 1–5  | Bye                  | PUR S Rivera D 9–10  | =5          | [ 24 ] |
| Byambasürengiin Bat-Erdene | Até 86 kg  | AZE O Nurmagomedov D 2–11 | Não avançou                  | Não avançou          | Não avançou          | Não avançou          | Não avançou | [ 25 ] |
| Mönkhtöriin Lkhagvagerel   | Até 125 kg | USA M Parris V 10–5       | AZE G Meshvildishvili D 2–12 | Não avançou          | Não avançou          | Não avançou          | Não avançou | [ 26 ] |

Feminino
| Atleta                  | Evento    | Oitavas                   | Quartas              | Semifinais              | Repescagem           | Final / DB             | Final / DB  | Ref.   |
| Atleta                  | Evento    | Adversário Resultado      | Adversário Resultado | Adversário Resultado    | Adversário Resultado | Adversário Resultado   | Pos.        | Ref.   |
| ----------------------- | --------- | ------------------------- | -------------------- | ----------------------- | -------------------- | ---------------------- | ----------- | ------ |
| Dolgorjavyn Otgonjargal | Até 50 kg | ITA E Liuzzi V W.O.       | AZE M Stadnik V 4–4  | USA S Hildebrandt D 0–5 | Bye                  | CHN Feng Z D 4–6       | =5          | [ 27 ] |
| Batkhuyagiin Khulan     | Até 53 kg | NGR C Ogunsanya V 3–1     | JPN A Fujinami D 2–8 | Não avançou             | USA D Parrish V 10–4 | CHN Pang Q D 2–6       | =5          | [ 28 ] |
| Boldsaikhan Khongorzul  | Até 57 kg | CHN Hong K D 12–16        | Não avançou          | Não avançou             | Não avançou          | Não avançou            | Não avançou | [ 29 ] |
| Pürevdorjiin Orkhon     | Até 62 kg | UKR I Koliadenko D 7–8    | Não avançou          | Não avançou             | BUL B Dudova V 3–1   | KGZ A Tynybekova D 6–6 | =5          | [ 30 ] |
| Enkhsaikhany Delgermaa  | Até 68 kg | KGZ M Zhumanazarova D 3–8 | Não avançou          | Não avançou             | JPN N Ozaki D 0–8    | Não avançou            | Não avançou | [ 31 ] |
| Enkh-Amaryn Davaanasan  | Até 76 kg | NGR H Rueben V 5–2        | COL T Rentería D 3–6 | Não avançou             | Não avançou          | Não avançou            | Não avançou | [ 32 ] |

### Natação
Masculino
| Atleta               | Evento      | Eliminatórias | Eliminatórias | Semifinal   | Semifinal   | Final       | Final       | Ref.   |
| Atleta               | Evento      | Tempo         | Pos.          | Tempo       | Pos.        | Tempo       | Pos.        | Ref.   |
| -------------------- | ----------- | ------------- | ------------- | ----------- | ----------- | ----------- | ----------- | ------ |
| Batbayaryn Enkhtamir | 100 m livre | 50.81         | 50            | Não avançou | Não avançou | Não avançou | Não avançou | [ 33 ] |

Feminino
| Atleta                 | Evento      | Eliminatórias | Eliminatórias | Semifinal   | Semifinal   | Final       | Final       | Ref.   |
| Atleta                 | Evento      | Tempo         | Pos.          | Tempo       | Pos.        | Tempo       | Pos.        | Ref.   |
| ---------------------- | ----------- | ------------- | ------------- | ----------- | ----------- | ----------- | ----------- | ------ |
| Batbayaryn Enkhkhüslen | 200 m livre | 1:59.94       | 18            | Não avançou | Não avançou | Não avançou | Não avançou | [ 34 ] |

### Tiro
Masculino
| Atleta                | Evento               | Qualificação | Qualificação | Final       | Final       | Ref.   |
| Atleta                | Evento               | Marca        | Pos.         | Marca       | Pos.        | Ref.   |
| --------------------- | -------------------- | ------------ | ------------ | ----------- | ----------- | ------ |
| Enkhtaivany Davaakhüü | Pistola de ar 10 m   | 578          | 7 Q          | 115.7       | 8           | [ 35 ] |
| Enkhtaivany Davaakhüü | Tiro rápido 25 m     | 578          | 20           | Não avançou | Não avançou | [ 35 ] |
| Nyantain Bayaraa      | Carabina 3 pos. 50 m | 584          | 30           | Não avançou | Não avançou | [ 36 ] |

Feminino
| Atleta             | Evento               | Qualificação | Qualificação | Final | Final | Ref.          |
| Atleta             | Evento               | Marca        | Pos.         | Marca | Pos.  | Ref.          |
| ------------------ | -------------------- | ------------ | ------------ | ----- | ----- | ------------- |
| Oyuunbatyn Yesügen | Carabina 3 pos. 50 m | 589          | 4 Q          | 407.6 | 7     | [ 37 ] [ 38 ] |

Misto
| Atleta                              | Evento              | Qualificação | Qualificação | Final       | Final       | Ref.   |
| Atleta                              | Evento              | Marca        | Pos.         | Marca       | Pos.        | Ref.   |
| ----------------------------------- | ------------------- | ------------ | ------------ | ----------- | ----------- | ------ |
| Oyuunbatyn Yesügen Nyantain Bayaraa | Carabina de ar 10 m | 625.4        | 16           | Não avançou | Não avançou | [ 39 ] |

### Tiro com arco
Masculino
| Atleta                    | Evento     | Ranqueamento | Ranqueamento | Fase de 64           | Fase de 32           | Oitavas              | Quartas              | Semifinal            | Final / DB           | Final / DB  | Ref.   |
| Atleta                    | Evento     | Total        | Pos.         | Adversário Resultado | Adversário Resultado | Adversário Resultado | Adversário Resultado | Adversário Resultado | Adversário Resultado | Pos.        | Ref.   |
| ------------------------- | ---------- | ------------ | ------------ | -------------------- | -------------------- | -------------------- | -------------------- | -------------------- | -------------------- | ----------- | ------ |
| Baatarkhuyagiin Otgonbold | Individual | 643          | 54           | MEX M Grande D 1–7   | Não avançou          | Não avançou          | Não avançou          | Não avançou          | Não avançou          | Não avançou | [ 40 ] |